# Prefeituras do Japão
O Japão está subdividido em 47 prefeituras. Existem quatro designações diferentes para estas divisões administrativas (em japonês: 都; romaniz.: to; em japonês: 道; romaniz.: dō; em japonês: 府; romaniz.: fu; em japonês: 県; romaniz.: ken; daí o nome genérico em japonês: 都道府県; romaniz.: todōfuken). Elas consistem em 47 prefeituras propriamente ditas (em japonês: 県; romaniz.: ken), duas prefeituras urbanas (em japonês: 府; romaniz.: fu; Osaka e Quioto), um "circuito" ou "território" (em japonês: 道; romaniz.: dō; Hocaido) e uma "metrópole" (em japonês: 都; romaniz.: to; Tóquio). As 47 prefeituras são maiores que os organismos governamentais, cidades, vilas e aldeias.
O diretor executivo de cada prefeitura é um governador eleito diretamente (em japonês: 知事; romaniz.: chiji). Portarias e orçamentos são decretados por uma única câmara-montagem (em japonês: 議会; romaniz.: gikai) cujos membros eleitos em quatro anos a contar servem termos.
Segundo a atual Lei de Autonomia Local, cada prefeitura pode subdividir-se em cidades em japonês: 市; romaniz.: shi) e distritos (em japonês: 郡; romaniz.: gun). Cada distrito é subdividido em vilas (em japonês: 町; romaniz.: chō ou machi) e aldeia (em japonês: 村; romaniz.: son ou mura). Hokkaidō tem 14 subprefeituras e os que atuam como filiais (em japonês: 支庁; romaniz.: shichō) da prefeitura. Algumas outras prefeituras também têm sucursais, que realizam funções administrativas municipais fora da capital. 

Mapa das prefeituras do Japão

| Hokkaidō 1. Hokkaidō Tōhoku 2. Aomori 3. Iwate 4. Miyagi 5. Akita 6. Yamagata 7. Fukushima Kantō 8. Ibaraki 9. Tochigi 10. Gunma 11. Saitama 12. Chiba 13. Tóquio 14. Kanagawa | Chūbu 15. Niigata 16. Toyama 17. Ishikawa 18. Fukui 19. Yamanashi 20. Nagano 21. Gifu 22. Shizuoka 23. Aichi Kinki 24. Mie 25. Shiga 26. Quioto 27. Osaka 28. Hyogo 29. Nara 30. Wakayama | Chūgoku 31. Tottori 32. Shimane 33. Okayama 34. Hiroshima 35. Yamaguchi Shikoku 36. Tokushima 37. Kagawa 38. Ehime 39. Kochi Kyūshū & Okinawa 40. Fukuoka 41. Saga 42. Nagasaki 43. Kumamoto 44. Oita 45. Miyazaki 46. Kagoshima 47. Okinawa |

## Evolução histórica
O uso de "prefeitura" pelo Ocidente para rotular essas regiões japonesas deriva do uso de "prefeitura" pelos exploradores e comerciantes portugueses do século 16 para descrever os feudos que encontraram lá. Seu sentido original em português, entretanto, era mais próximo de " município" do que "província". Hoje, por sua vez, o Japão usa a palavra (em japonês: 県; romaniz.: ken), que significa "prefeitura", para identificar distritos portugueses, enquanto no Brasil a palavra "Prefeitura" é usada para se referir ao edifício sede do poder executivo de um município.
Esses feudos eram chefiados por um senhor da guerra ou família local. Embora os feudos já tenham sido desmantelados, fundidos e reorganizados diversas vezes, e tenham recebido governança e supervisão legislativas, a tradução aproximada permaneceu.
O atual sistema foi estabelecido pelo governo Meiji em julho de 1871 com a abolição do sistema han e do estabelecimento do sistema de prefeituras (em japonês: 廃藩置県; romaniz.: haihan-chiken). Embora inicialmente houvesse mais de 300 prefeituras, muitas das quais são ex-territórios, esse número foi reduzido para 72 na última parte de 1871 e a 47 em 1888. A Lei de Autonomia Local de 1947 deu maior poder político às prefeituras e instalou governadores provinciais e parlamentos.
Em 2003, o então Primeiro-ministro Junichiro Koizumi propôs que o governo consolidasse as atuais prefeituras regionais em cerca de 10 estados. O plano solicitava que cada região tivesse maior autonomia do que as prefeituras existentes. Esse processo iria reduzir o número de regiões administrativas de subprefeituras e cortar custos administrativos. O governo japonês também está considerando um plano pelo qual vários grupos de prefeituras seriam fundidos, criando um sistema de subdivisão administrativa nacional, constituído de entre nove e treze Estados, dando mais autonomia local a esses estados do que gozam as atuais prefeituras. Até julho de 2008, nenhuma reorganização tinha ainda acontecido.

## Tipos de prefeituras
To, Do, Fu, e Ken diferem em nome apenas por razões históricas. Desde 1947, não há diferença entre os quatro tipos administrativos. Normalmente, prefeituras são chamadas somente pelo seu nome, sem o sufixo, com exceção de Hokkaido. No entanto, o sufixo é utilizado quando é necessário distinguir entre a prefeitura e uma cidade de mesmo nome. Por exemplo, Hiroshima-ken em japonês é o nome da prefeitura, e Hiroshima-shi é a sua maior cidade.

## Fu (Osaka / Kyoto) e Ken
Durante o período Edo, o xogunato estabeleceu as zonas de governo (em japonês: 奉行支配地; romaniz.: bugyō) em torno das nove maiores cidades do Japão, e 302 zonas de governo em pequenas cidades (em japonês: 郡代支配地; romaniz.: Gundai shihai-chi) em outras localidades. Quando o governo do Imperador Meiji começou a criar o sistema de prefeituras, em 1868, primeiro ano do período Meiji, as nove zonas de governo bugyō tornaran-se (em japonês: 府; romaniz.: fu), prefeituras urbanas, as zonas de governo de pequenas cidades e o resto das zonas de governo bugyō tornaram-se (em japonês: 県; romaniz.: ken), prefeituras propriamente ditas: mais tarde, em 1871 o governo designou Tóquio, Osaka e Quioto como fu, e rebaixou os outros fu ao estado de ken. Durante a Segunda Guerra Mundial, em 1943, Tóquio tornou-se um to, um novo tipo de pseudoprefeitura (cf. abaixo).
Antes da Segunda Guerra Mundial, diferentes leis foram aplicadas a fu e ken, mas essa distinção foi abolida após a guerra, e os dois tipos de prefeitura agora são funcionalmente os mesmos. Como resultado, o idioma inglês não costuma distinguir entre fu e ken, chamando a ambos simplesmente de "prefeituras".

## Hokkaidō
O termo dō (circuito) foi originalmente usado para referir-se às regiões do Japão, como as de Tokaido e Saikaidō, constituídas por várias províncias.
Hokkaidō, o único dō que permanece até hoje, não foi uma dos sete dō originais (era conhecido como Ezo na era pré-moderna e habitada pelos ainus). Acredita-se que seu nome atual provenha de Takeshiro Matsuura, um antigo explorador japonês da ilha. Uma vez que Hokkaidō não se encaixa nas classificações de dō existentes, foi criado um novo dō para abrangê-lo.
O governo Meiji inicialmente classificou Hokkaidō como um "Comissão de Desenvolvimento" (em japonês: 開拓使; romaniz.: kaitakushi), e mais tarde a ilha dividida em três prefeituras (Sapporo, Hakodate, e Nemuro). Estas foram consolidadas na única prefeitura Hokkaidō em 1886. O sufixo "-ken" nunca foi adicionado ao seu nome, de modo a sufixo "-dō" ficou entendido no sentido de "província".
Quando Hokkaidō foi incorporado ao Japão, o transporte na ilha era ainda pouco desenvolvido, de forma a prefeitura foi dividido em várias "subprefeituras" (em japonês: 支庁; romaniz.: shichō), que podem cumprir as tarefas administrativas do governo provincial e manter um controlo apertado sobre o desenvolvimento insular. Estas subprefeituras ainda hoje existem, embora elas tenham muito menos poder de quando possuíam antes e durante a Segunda Guerra Mundial: elas já existem principalmente para lidar com papelada burocrática e outras funções.
"Hokkaidō Prefeitura" é, tecnicamente falando, uma redundância, porém, é por vezes utilizado para diferenciar o governo a partir da própria ilha. O governo da prefeitura se chama "Hokkaidō Governo" em vez do "Hokkaidō Governo Provincial".
A maior cidade e capital provincial de Hokkaido é Sapporo, a quinta maior cidade do Japão. Outras cidades importantes incluem Hakodate.

## Metrópole de Tóquio
A única metrópole no Japão é a de Tóquio. Na sequência da abolição do sistema de han, a prefeitura de Tóquio (Tokyo-fu) (uma prefeitura urbana como Quioto e Osaca) englobava uma série de cidades, a maior das quais foi a cidade de Tóquio. A Cidade de Tóquio foi dividida em 15 bairros especiais.
Em 1943, Tóquio foi abolida como cidade, Tokyo-fu (Prefeitura Urbana de Tóquio) tornou-se Tokyo-to (Metrópole de Tóquio) e os bairros de Tóquio tornaram-se os bairros especiais, cada um com as suas próprias assembleias eleitas (kugikai) e prefeitos (kucho). Um certo número de aldeias e vilas suburbanas da cidade de Tóquio foram alteradas para bairros, elevando o número total de bairros especiais para 35.
A razão para isso foi a consolidar a reorganização da administração do espaço ao redor da capital, eliminando o excesso de níveis de autoridade em Tóquio. O governo central pretendia ter um maior grau de controle sobre Tóquio devido à deterioração da situação na Segunda Guerra Mundial (1939–1945) e da possibilidade de emergência na metrópole.
Depois da guerra (1945), o Japão foi obrigado a descentralizar Tóquio novamente, seguindo as linhas gerais de democratização delineada na Declaração de Potsdam. Muitas das características governamentais especiais do Tóquio desapareceram durante este tempo, e os bairros especiais tiveram uma vez mais um caráter municipal nas décadas seguintes à rendição. Administrativamente, os bairros especiais de hoje são quase indistinguíveis de outros municípios.
Existem algumas diferenças de terminologia entre Tóquio e de outras prefeituras: polícia e bombeiros são chamados departamentos (em japonês: 庁; romaniz.: chō) em vez de (em japonês: 本部; romaniz.: honbu), por exemplo. No entanto, a única diferença funcional entre Tokyo-to e de outras prefeituras é que Tóquio administra os bairros especiais, bem como cidades. Hoje, uma vez que os bairros especiais têm quase o mesmo grau de independência como cidades japonesas, a diferença na administração entre Tóquio e de outras prefeituras é bastante menor.
O governo japonês ainda traduz Tokyo-to como "Metrópole de Tóquio", em quase todos os casos, e o governo desta divisão administrativa japonesa é oficialmente chamado de "Governo Metropolitano de Tóquio".

## Lista de prefeituras
As prefeituras também são frequentemente agrupadas em regiões. Essas regiões não são formalmente especificadas, não têm eleitos políticos, nem são pessoas coletivas. No entanto, a prática da ordenação prefeituras com base nas suas características geográficas são comuns: De norte a sul (numeração na norma ISO 3166-2: Ordem JP), as prefeituras do Japão e das suas regiões comumente associadas.
| Prefeitura | Japonês  | Capital    | Região   | Ilha           | Pop.¹      | Área²     | Dens.³ | Distr. | Municip. | ISO   |
| ---------- | -------- | ---------- | -------- | -------------- | ---------- | --------- | ------ | ------ | -------- | ----- |
| Aichi      | 愛知県   | Nagoya     | Chūbu    | Honshū         | 7.043.235  | 5.153,81  | 1.366  | 15     | 88       | JP-23 |
| Akita      | 秋田県   | Akita      | Tōhoku   | Honshū         | 1.189.215  | 11.612,11 | 102    | 8      | 29       | JP-05 |
| Aomori     | 青森県   | Aomori     | Tōhoku   | Honshū         | 1.475.635  | 9.606,26  | 154    | 8      | 61       | JP-02 |
| Chiba      | 千葉県   | Chiba      | Kantō    | Honshū         | 5.926.349  | 5.156,15  | 1.149  | 9      | 80       | JP-12 |
| Ehime      | 愛媛県   | Matsuyama  | Shikoku  | Shikoku        | 1.493.126  | 5.676,44  | 263    | 7      | 28       | JP-38 |
| Fukui      | 福井県   | Fukui      | Chūbu    | Honshū         | 828.960    | 4.188,76  | 198    | 10     | 29       | JP-18 |
| Fukuoka    | 福岡県   | Fukuoka    | Kyushu   | Kyūshū         | 5.015.666  | 4.971,01  | 1.009  | 17     | 91       | JP-40 |
| Fukushima  | 福島県   | Fukushima  | Tōhoku   | Honshū         | 2.126.998  | 13.782,54 | 154    | 14     | 85       | JP-07 |
| Gifu       | 岐阜県   | Gifu       | Chūbu    | Honshū         | 2.107.687  | 10.598,18 | 199    | 11     | 49       | JP-21 |
| Gunma      | 群馬県   | Maebashi   | Kantō    | Honshū         | 2.024.820  | 6.363,16  | 318    | 12     | 61       | JP-10 |
| Hiroshima  | 広島県   | Hiroshima  | Chūgoku  | Honshū         | 2.878.949  | 8.476,95  | 340    | 10     | 37       | JP-34 |
| Hokkaidō   | 北海道   | Sapporo    | Hokkaidō | Hokkaidō       | 5.682.950  | 83.452,47 | 68     | 66     | 207      | JP-01 |
| Hyōgo      | 兵庫県   | Kōbe       | Kansai   | Honshū         | 5.550.742  | 8.392,42  | 661    | 13     | 60       | JP-28 |
| Ibaraki    | 茨城県   | Mito       | Kantō    | Honshū         | 2.985.424  | 6.095,62  | 490    | 13     | 61       | JP-08 |
| Ishikawa   | 石川県   | Kanazawa   | Chūbu    | Honshū         | 1.180.935  | 4.185,32  | 282    | 7      | 25       | JP-17 |
| Iwate      | 岩手県   | Morioka    | Tōhoku   | Honshū         | 1.416.198  | 15.278,51 | 93     | 12     | 46       | JP-03 |
| Kagawa     | 香川県   | Takamatsu  | Shikoku  | Shikoku        | 1.022.843  | 1.861,70  | 549    | 5      | 17       | JP-37 |
| Kagoshima  | 鹿児島県 | Kagoshima  | Kyushu   | Kyūshū         | 1.786.214  | 9.132,42  | 196    | 11     | 49       | JP-46 |
| Kanagawa   | 神奈川県 | Yokohama   | Kantō    | Honshū         | 8.489.932  | 2.415,42  | 3.515  | 7      | 35       | JP-14 |
| Kōchi      | 高知県   | Kochi      | Shikoku  | Shikoku        | 813.980    | 7.104,70  | 115    | 6      | 35       | JP-39 |
| Kumamoto   | 熊本県   | Kumamoto   | Kyushu   | Kyūshū         | 1.859.451  | 6.908,45  | 269    | 10     | 48       | JP-43 |
| Kyoto      | 京都府   | Quioto     | Kansai   | Honshū         | 2.644.331  | 4.612,93  | 573    | 6      | 28       | JP-26 |
| Mie        | 三重県   | Tsu        | Kansai   | Honshū         | 1.857.365  | 5.760,72  | 322    | 7      | 29       | JP-24 |
| Miyagi     | 宮城県   | Sendai     | Tōhoku   | Honshū         | 2.365.204  | 6.861,51  | 325    | 10     | 36       | JP-04 |
| Miyazaki   | 宮崎県   | Miyazaki   | Kyushu   | Kyūshū         | 1.170.023  | 6.684,67  | 175    | 8      | 30       | JP-45 |
| Nagano     | 長野県   | Nagano     | Chūbu    | Honshū         | 2.214.409  | 12.598,48 | 163    | 16     | 120      | JP-20 |
| Nagasaki   | 長崎県   | Nagasaki   | Kyushu   | Kyūshū         | 1.516.536  | 4.092,80  | 371    | 9      | 79       | JP-42 |
| Nara       | 奈良県   | Nara       | Kansai   | Honshū         | 1.442.862  | 3.691,09  | 391    | 8      | 47       | JP-29 |
| Niigata    | 新潟県   | Niigata    | Chūbu    | Honshū         | 2.475.724  | 12.582,37 | 197    | 16     | 111      | JP-15 |
| Ōita       | 大分県   | Ōita       | Kyushu   | Kyūshū         | 1.221.128  | 5.804,24  | 210    | 12     | 58       | JP-44 |
| Okayama    | 岡山県   | Okayama    | Chūgoku  | Honshū         | 1.950.656  | 7.008,63  | 278    | 18     | 78       | JP-33 |
| Okinawa    | 沖縄県   | Naha       | Kyushu   | Ryūkyū Islands | 1.318.281  | 2.271,30  | 580    | 5      | 41       | JP-47 |
| Osaka      | 大阪府   | Osaka      | Kansai   | Honshū         | 8.804.806  | 1.893,18  | 4.652  | 5      | 44       | JP-27 |
| Saga       | 佐賀県   | Saga       | Kyushu   | Kyūshū         | 876.664    | 2.439,23  | 359    | 8      | 49       | JP-41 |
| Saitama    | 埼玉県   | Saitama    | Kantō    | Honshū         | 6.938.004  | 3.767,09  | 1.827  | 9      | 90       | JP-11 |
| Shiga      | 滋賀県   | Otsu       | Kansai   | Honshū         | 1.342.811  | 4.017,36  | 334    | 11     | 50       | JP-25 |
| Shimane    | 島根県   | Matsue     | Chūgoku  | Honshū         | 761.499    | 6.707,32  | 114    | 12     | 59       | JP-32 |
| Shizuoka   | 静岡県   | Shizuoka   | Chūbu    | Honshū         | 3.767.427  | 7.328,61  | 484    | 12     | 74       | JP-22 |
| Tochigi    | 栃木県   | Utsunomiya | Kantō    | Honshū         | 2.004.787  | 6.408,28  | 313    | 7      | 33       | JP-09 |
| Tokushima  | 徳島県   | Tokushima  | Shikoku  | Shikoku        | 823.997    | 4.145,26  | 199    | 10     | 50       | JP-36 |
| Tokyo      | 東京都   | Shinjuku   | Kantō    | Honshū         | 12.059.237 | 2.187,08  | 5.514  | 1      | 39       | JP-13 |
| Tottori    | 鳥取県   | Tottori    | Chūgoku  | Honshū         | 613.229    | 3.507,19  | 175    | 6      | 39       | JP-31 |
| Toyama     | 富山県   | Toyama     | Chūbu    | Honshū         | 1.120.843  | 4.247,22  | 264    | 6      | 27       | JP-16 |
| Wakayama   | 和歌山県 | Wakayama   | Kansai   | Honshū         | 1.069.839  | 4.725,55  | 226    | 7      | 50       | JP-30 |
| Yamagata   | 山形県   | Yamagata   | Tōhoku   | Honshū         | 1.244.040  | 9.323,34  | 133    | 9      | 44       | JP-06 |
| Yamaguchi  | 山口県   | Yamaguchi  | Chūgoku  | Honshū         | 1.528.107  | 6.110,76  | 250    | 11     | 56       | JP-35 |
| Yamanashi  | 山梨県   | Kofu       | Chūbu    | Honshū         | 888.170    | 4.465,37  | 199    | 8      | 64       | JP-19 |

Notas: ¹ a partir de 2000; ² km²; ³ por km²